# Roman Petrowitsch Romanow

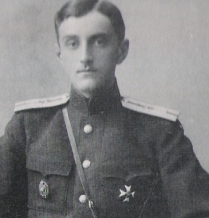
Prinz Roman Romanow 1917

Roman Petrowitsch Romanow (russisch Роман Петрович Романов; * 5. Oktoberjul. / 17. Oktober 1896greg. auf Schloss Znamenka, Sankt Petersburg; † 23. Oktober 1978 in Rom) war ein russischer Adliger aus dem Haus Romanow-Holstein-Gottorp.

## Leben

### Herkunft und Ausbildung

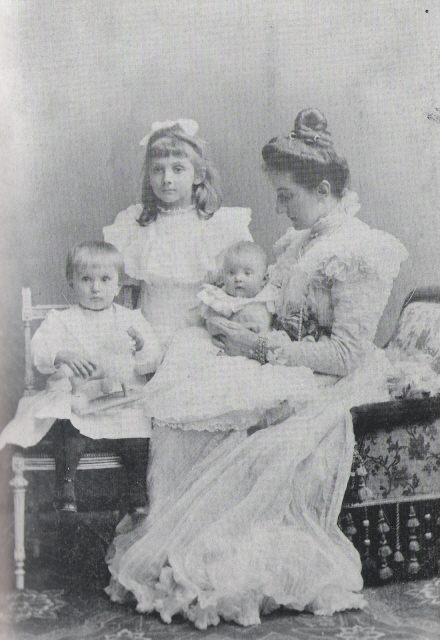
Roman Petrowitsch (links) mit seiner Mutter und den beiden Schwestern, 1898

Er war der einzige Sohn des Großfürsten Peter Nikolajewitsch Romanow und dessen Ehefrau Militza von Montenegro. Taufpaten waren Zar Alexander II., seine Großmutter väterlicherseits Alexandra Petrowna, seine vierjährige Schwester Marina und in Vertretung seiner Großmutter mütterlicherseits Milena von Montenegro die Gräfin Jelisaweta Andrejewna Worontsowa-Daschkowa.
Obwohl er seit Herbst 1910 an der Wladimir Kadettenschule in Kiew eingeschrieben war, wurde er die nächsten vier Jahre nach den Plänen der Schule zuhause in Sankt Petersburg unterrichtet. 1914, kurz nach Ausbruch des Ersten Weltkrieges, begab er sich tatsächlich nach Kiew um die Kadettenschule abzuschließen und danach die Nikolai-Ingenieurakademie zu besuchen.
Unmittelbar vor dem Abschlussexamen zog er sich gegen Ende des Frühjahrs eine Typhuserkrankung zu, von der er sich im Sommer 1915 auf der Krim erholte. Anschließend lebte er in Kaukasien, wo sein Onkel Nikolai Nikolajewitsch zum Statthalter ernannt worden war. Die Kadettenschule wurde ihm auch ohne Examen als mit den Jahresnoten abgeschlossen angerechnet.
Als Fahnenjunker studierte er ab Anfang 1916 in Tiflis, Anfang Juli 1916 fuhr er nach Kiew zur verkürzten praktischen Ausbildung an der Alexej-Ingenieurakademie, wo er besonders Festungsbau und Topographie erlernte.

### Kriegsdienst
Am 15. September (julianisch) 1916 wurde er zum Offizier ernannt. Im Oktober reiste er zu seiner Einheit, dem Ersten kaukasischen Pionierbataillon. Unterwegs übergab er in Kars eine Botschaft seines Onkels an General Judenitsch, danach traf er bei seinem Bataillon in Erzincan ein. Von dort reiste er nach Alexandropol, wo er dem kaukasischen Reservebataillon zugeordnet war.
Auf seinen Wunsch hin wurde er im November von dort nach Tiflis versetzt. Anfang Dezember kam er in Trapezunt an, in dessen Umgebung er im Januar und Februar beim Bau von Küstenstützpunkten arbeitete. Im März wurde er von seinem Onkel wieder nach Tiflis beordert. Während der Überfahrt auf dem Zerstörer Bystryj teilte ihm der Kommandant mit, der Zar habe dem Thron entsagt. Erstmals erkannte er „die Wichtigkeit der Ereignisse, von denen ich in Trapezunt nicht die geringste Ahnung gehabt habe.“
In Tiflis erfuhr er, dass er als Ordonnanzoffizier seinem Onkel, dem noch vom Zaren wiedereingesetzten Höchstkommandierenden, attachiert werde. Im Sonderzug seines Onkels traf er im Hauptquartier in Mogilew ein, wo Nikolai Nikolajewitsch am nächsten Tag die Abberufung als Höchstkommandierender erreichte. Anschließend unterschrieb auch Roman Romanow ein Entlassungsgesuch, womit seine nur sechsmonatige Militärzeit endete.
Danach verbrachte er mit seinen Verwandten zwei Jahre auf der Krim in Djulber. Im April 1917 kam es zur ersten Hausdurchsuchung, die ab Sommer zunahmen. Seit der Oktoberrevolution standen Roman und seine Verwandten unter Arrest. Nach spannungsreichen Wochen zogen sich die Bolschewiki schließlich vor den vorrückenden Deutschen von der Krim zurück. Nach dem Ende des Weltkrieges eroberten sie aber die Krim zurück, so dass Roman und seine Verwandten schließlich durch die britische HMS Marlborough evakuiert werden mussten.

### Emigration
Roman und seine Eltern ließen sich nach einem kurzen Aufenthalt in Italien am Cap d’ Antibes in einem von Romans Vater erworbenen Haus nieder. Dort gründete Roman seine Familie. 1936 zog er mit seiner Familie nach Rom. Die Zeit während der deutschen Besetzung Roms im Zweiten Weltkrieg verbrachte die Familie in einem Versteck. Von 1946 bis 1951 lebte er in Ägypten und kehrte danach  wieder nach Rom zurück.
1954 begann er, seine Erinnerungen aufzuschreiben, wobei er einen intensiven Briefwechsel mit seinen beiden Schwestern Marina und Nadeschda sowie anderen Verwandten führte. Er konnte nur das Werk über sein Leben im alten Russland vollenden, das geplante Buch über sein Leben im Exil kam nicht mehr zustande. Er selbst erlebte die Veröffentlichung nicht mehr, weil die Verlage eine Annahme des russischen Manuskriptes ohne Vorlage einer kompletten Übersetzung verweigerten. Erst seine Söhne veröffentlichten 1991 in Dänemark zu Ehren der Herkunft der Mutter des letzten Zaren das Werk.

## Familie
Roman Romanow heiratete am 16. November 1921 in Antibes Praskowja Schermetjewa (1901–1980). Aus der Ehe stammen die Söhne Nikolai (1922–2014) und Dimitri (1926–2016).

## Nachweise
1. ↑  Am Hof des letzten Zaren, Kapitel Mogilew, S. 389